# LiveMode
A LiveMode é uma empresa de mídia e marketing esportivo brasileira. Atualmente é a gerenciadora de diversos direitos esportivos no Brasil, entre eles o de competições da Federação Paulista de Futebol e da Federação Internacional de Futebol.

## Histórico
A empresa foi fundada em 2017, por Edgar Diniz e Sérgio Lopes, que 13 anos antes, haviam fundado a TopSports, responsável pela marca Esporte Interativo.
Em 2019, adquiriu os direitos de comercialização da Copa do Nordeste, que antes pertenciam a Turner.

### Anos 2020
Em 2020, adquiriu a gestão da plataforma de PPV do Athletico Paranaense, a Furacão Live.
Em 2021, assinou um contrato com a Federação Paulista de Futebol, para comercializar os patrocínios das competições.
No ano seguinte, passou a gerenciar a carreira do streamer Casimiro Miguel. Com isso, ele passou a fazer transmissões esportivas em seu canal na Twitch, como a temporada 2022 do Campeonato Carioca de Futebol e o jogos como mandante do Athletico Paranaense no Campeonato Brasileiro.
Em fevereiro, assinou um contrato com a FIFA para gerenciar as cotas da Copa do Mundo de 2022 na América do Sul.
Em outubro, a empresa adquiriu os direitos de transmissão em mídias digitais da Copa do Mundo, ficando responsável pelo streaming FIFA+, além de transmitir 22 jogos em um canal no YouTube comando pelo streamer Casimiro, por meio do canal CazéTV.
Em 2023, a empresa fechou uma nova parceria com a FIFA para ser a responsável pela operação e comercialização de diversas competições da entidade até 2024. Na mesma época, a parceria com a Liga do Nordeste foi encerrada. O grupo também adquiriu junto com o Comitê Olímpico do Brasil os direitos de transmissão dos Jogos Pan-Americanos de 2023, realizando a cobertura através da CazéTV.
Em 2024, a empresa administra os direitos de transmissão da LFU do Brasileirão, fechando com a Record, CazéTV e o Prime Video até 2027.

## Direitos adquiridos
- Campeonato Carioca de Futebol [nota 1]
- Campeonato Paulista de Futebol
- Campeonato Brasileiro de Futebol [nota 2]
- Copa do Mundo FIFA
- Copa do Mundo FIFA de Futebol Feminino
- Copa do Mundo FIFA Sub-20
- Copa do Mundo FIFA Sub-17
- Copa do Mundo de Futebol de Areia
- Copa do Mundo de Futsal da FIFA
- Copa do Mundo de Clubes da FIFA[15]
- Jogos Pan-Americanos[13]
- Campeonato Europeu de Futebol

## Gestões
- CazéTV [16]
- Furacão Live [17]
- Paulistão Play [18]